# Pedro Aberastury
 Pedro Aberastury (Buenos Aires, 5 de abril de 1905 - Buenos Aires, 19 de octubre de 2001) fue un abogado destacado en Derecho Administrativo, profesor universitario y ministro de la Corte Suprema de Justicia de Argentina.

## Biografía
Pedro Aberastury nació el 5 de abril de 1905 en Buenos Aires, Argentina, hijo de Pedro Aberastury Ribero (1867-1935) y Arminda Emilia Fernández Argüelles (1868-1960). Fue hermano de los psicoanalista Federico Aberastury (1907-1986), y Arminda Aberastury (1910-1972), y del diplomático Marcelo Aberastury (1909-1975). Fue además sobrino parterno del médico Maximiliano Aberastury. Se casó con Irma Ceballos y tuvo dos hijos Pedro, destacado administrativista, e Inés.

## Actuación profesional, política y docente
Estudió  en la Facultad de Derecho de la Universidad de Buenos Aires, donde se recibió de abogado en 1929 y al año siguiente comenzó a trabajar como abogado en la Municipalidad de Buenos Aires hasta su renuncia en 1944. Realizó una recopilación, ordenamiento y comentario de la legislación de la ciudad en el Digesto Municipal y recopiló los Dictámenes de asesoría legal. Después de su renuncia se dedicó al ejercicio de su profesión y en 1956 fue designado para ocupar la Subsecretaría de Educación del Ministerio de Educación y Justicia, en ese momento a cargo de Carlos Adrogué. En ese cargo condujo la regularización de la situación de los docentes que habían sido separados de sus cargos por diferencias con el peronismo. 
Fue vicepresidente del Colegio de Abogados de Buenos Aires, profesor en las Universidades de Buenos Aires y La Plata y miembro del Consejo Consultivo de la Asociación Argentina de Derecho Comparado, de la Asociación Argentina de Derecho Administrativo, de la Fundación Juan de Garay, del Instituto Americano de Estudios Vascos y del Círculo de Armas.

## Actuación en la Corte Suprema de Justicia de la Nación
El presidente Arturo Frondizi había tenido en consideración el aumento del número de jueces de la Corte Suprema de Justicia desde que asumiera el poder y el 18 de agosto de 1958 consultó oficialmente sobre ello al Tribunal. Por Acuerdo del 25 de ese mes, los jueces respondieron aconsejando que el número de vocales se llevara a nueve, señalando que las 1018 causas que recibían en 1949 se habían elevado a 1997 en 1957 y que a julio de 1958 había 423 expedientes pendientes de resolución y 172 en trámite. Los jueces Orgaz, Villegas Basavilbaso, Oyhanarte y el procurador Lascano consideraban, además,  que el podía remediarse dividiendo el Tribunal en salas y aumentando el número de secretarios. Por su parte el juez Aráoz de Lamadrid consideró que, dado que por Acordada del 1 de agosto de 1958 se había creado una nueva secretaría judicial llevando su número a cuatro, y ocho cargos letrados, era prudente demorar la reforma hasta ver el funcionamiento con las nuevas secretarías.
En los primeros días de febrero de 1960 el Congreso aprobó mediante la ley 15.271 elevar a 7 el número de integrantes de la Corte y la autorizó a dividirse en salas conforme con el reglamento que debería dictar. Este aspecto de la reforma fue discutido por los juristas pues algunos no lo objetaban y otros consideraron que el Tribunal es único y todos deben opinar en todos los casos. De cualquier manera el reglamento no se dictó y el trabajo de la Corte siguió igual. Por decreto Nº 1466 del 8 de febrero de 1960 Frondizi propuso y el Senado aprobó a Pedro Aberastury y Ricardo Colombres. El decreto 1570 del 10 de febrero ratificó las designaciones y juraron el 12 de ese mes. 
Compartió La Corte Suprema en distintos momentos con Julio César Oyhanarte, Luis María Boffi Boggero, Alfredo Orgaz, Manuel José Argañarás, Benjamín Villegas Basavilbaso, Ricardo Colombres, Esteban Imaz, José Federico Bidau, Carlos Juan Zaala Rodríguez y Amílcar Ángel Mercader.
Su actuación en el tribunal fue honorable y digna. Especializado en derecho administrativo, expuso su interpretación personal en algunas interesantes disidencias de valioso contenido doctrinario. Al producirse el golpe de Estado del 28 de junio de 1966 fue cesado junto a los demás integrantes de la Corte por el decreto Nº 3 del 28 de junio de 1966.
Falleció en Buenos Aires el 19 de octubre de 2001.